# Убивство Діда Мороза
«Убивство Діда Мороза» (фр. L'Assassinat du père Noël) — французький фільм-драма 1941 року, поставлений режисером Крістіан-Жаком за однойменним романом П'єра Вері. Перший фільм виробництва кінокомпанії Continental Films.

## Сюжет
У савойському селі, що відрізане суворою зимою від світу, татко Корнюсс, який малює глобуси і зачаровує дітей розповідями про свої (уявні) подорожі, щороку обходить місцевих жителів в костюмі Діда Мороза. У нього є донька Катрін, яка мріє вийти заміж за учителя-вільнодумця. Цього року, після десяти років відсутності, у свій замок повертається барон Ролан. По-своєму мізантроп, він вивчив 14 мов, але тепер воліє мовчати. Об'їздивши весь світ, він так і не знайшов жінку, з якою хотів би прожити усе життя. Він запрошує до свого замку Катрін, чию романтичну уяву розпалив ще в дитинстві, - вибрати до різдвяного свята сукню за смаком.
Татко Корнюсс починає обхід. У кожному будинку його пригощають скляночкою, і незабаром він вже не тримається на ногах. В розпал опівнічної меси прихожани раптом помічають, що Дід Мороз зник, а разом з ним - і кільце Святого Миколая, реліквія церкви. Щоб порадувати молодшого брата, інваліда, прикованого до ліжка і засмученого пропажею Діда Мороза, двоє синів воротарки замку вирушають на його пошуки. Вони знаходять труп Діда Мороза в снігу. Його відносять до будинку Корнюсса, але, зі здивуванням знаходять хазяїна живим і неушкодженим. Люди уважніше оглядають тіло, обгорнуте широким плащем: це людина, якої не знають в селі. Барона знаходять зв'язаним, він стверджує, що його побили, пограбували і відняли цей плащ, в який він загорнувся, щоб продовжити обхід Корнюсса.
Мер і члени муніципальної ради починають розслідування, проклинаючи жандармів, не здатних відшукати дорогу до села. Ті не можуть пробитися до нього через снігові замети. Сільська дурка матінка Мішель, що постійно шукає свого кота, звинувачує в усьому аптекаря, але ніхто не сприймає це всерйоз. І все-таки вона виявляється право́ю: жандарм дізнається, що кільце вкрав аптекар і у нього був спільник, якого аптекар пізніше убив. Корнюссу, який протверезів від переживань, залишається лише завершити обхід. Він прямує до хворого малюка і дарує йому глобус, про який той мріяв. Але перш ніж вручити подарунок, Корнюссу вдається поставити хлопчика на ноги. Можливо, це диво. Не менш чудесно і те, що барон знаходить в Катрін, що живе в його володіннях, ідеальну жінку, яку він марно шукав в далеких мандрах.

## У ролях
| Гаррі Бор       | ···· | Корнюсс               |
| Реймон Руло     | ···· | барон Ролан де ла Фай |
| Рене Фор        | ···· | Катрін                |
| Марі-Елен Дасте | ···· | матінка Мішель        |
| Робер Ле Віган  | ···· | Віллар                |
| Фернан Леду     | ···· | мер                   |
| Бернар Бліє     | ···· | бригадир              |
| Елена Мансон    | ···· | Марі Кокійо           |
| Жан Брошар      | ···· | Рікоме                |
| Жан Паредес     | ···· | Капель                |
| Жорж Шамара     | ···· | Валькур               |